# Elke Heßelmann
Elke Heßelmann (* 2. Juli 1958 in Oberhausen) ist eine deutsche Juristin und Präsidentin des Verwaltungsgerichts Weimar sowie Richterin am Thüringer Verfassungsgerichtshof.

## Leben
Heßelmann studierte an den Universitäten von Erlangen und Bonn Rechtswissenschaft, absolvierte ihr Rechtsreferendariat in Nordrhein-Westfalen und arbeitete ab 1986 als Richterin auf Probe am Verwaltungsgericht Köln, bis sie 1989 zur Richterin auf Lebenszeit ernannt wurde. 1994 wurde sie in den Thüringer Landesdienst versetzt. Ab 1995 war sie Vorsitzende Richterin am Verwaltungsgericht Weimar, ab 2001 dessen Vizepräsidentin und ist seit 14. November 2005, als Nachfolgerin von Hartmut Schwan, dessen Präsidentin.
Heßelmann war von 2010 bis 2022 zudem Richterin am Thüringer Verfassungsgerichtshof. Für dieses Amt war sie von der Landtagsfraktion der Grünen vorgeschlagen worden. 2018 schlug Rot-Rot-Grün sie zur Präsidentin des Verfassungsgerichtshofs vor, gewählt wurde aber letztlich Stefan Kaufmann.
Heßelmann ist Stifterin der Bürgerstiftung Weimar und sitzt im Vorstand des Fördervereins der Gemeinnützigen Wohnungsgenossenschaft Weimar e.G.

## Positionen
Nachdem das Paritätsgesetz durch den Thüringer Verfassungsgerichtshof für nichtig erklärt worden war, erläuterte Elke Heßelmann im August 2020 ihr Sondervotum: Der Gleichstellungsgrundsatz in der Verfassung rechtfertige die Eingriffe in die Grundrechte.